# Mount Montreuil
Mount Montreuil ist ein 2680 m hoher Berg im ostantarktischen Viktorialand. In der Mountaineer Range ragt er 14 km östlich des Mount Supernal an der Nordflanke des Gair-Gletschers auf.
Der United States Geological Survey kartierte ihn anhand eigener Vermessungen und Luftaufnahmen der United States Navy aus den Jahren von 1960 bis 1964. Das Advisory Committee on Antarctic Names benannte ihn 1969 nach Paul L. Montreuil, Biologe auf der McMurdo-Station von 1964 bis 1965.